# Metagonyleptes wygodzinskyi
Metagonyleptes wygodzinskyi is een hooiwagen uit de familie Gonyleptidae.